# Hendrik Lenstra
Hendrik Willem Lenstra Junior, né le 16 avril 1949 à Zaandam, est un mathématicien néerlandais, spécialiste de théorie algorithmique des nombres.

## Biographie
Lenstra a soutenu en 1977 une thèse à l'université d'Amsterdam, dirigée par Frans Oort, sur les « corps de nombres euclidiens ». En 1978, il y est devenu professeur, jusqu'en 1986. De 1987 à 2003, il était à l'université de Californie à Berkeley. De 1998 à 2003, il a donné des cours à la fois à Leyde et Berkeley, puis il s'est fixé à Leyde. Il a été entre autres invité à l'Institute for Advanced Study (1990/91) et en 2000/2001, professeur-Hewlett-Packard au MSRI.

## Travaux
Lenstra est connu pour divers algorithmes de théorie des nombres. Il a découvert la factorisation par les courbes elliptiques (1987) et a amélioré et implémenté en 1984, avec Henri Cohen, le test de primalité cyclotomique d'Adleman-Pomerance-Rumely de 1983, qui fut le premier test effectivement applicable aux nombres premiers de 100 bits et plus employés par le système de chiffrement à clé publique RSA (on emploie aujourd'hui des nombres premiers de 500 à 2000 bits),. En 1982, il a développé, avec son frère Arjen Lenstra et avec László Lovász, l'algorithme LLL de réduction d'une base d'un réseau, également avec des applications, par exemple à la cryptographie. Il a aussi participé à un projet sur les mathématiques qui transparaissent dans les images de M. C. Escher,. Lenstra a incité au lancement du projet internet réparti ABC@home, en janvier 2007, de collecte bénévole de données pour un examen empirique de la conjecture abc. Il s'est donné pour objectif de démontrer cette conjecture.
L' « heuristique de Cohen-Lenstra » contient des formules sur les corps quadratiques dont les groupes des classes possèdent certaines propriétés. Elles ont été élaborées à partir d'énormes calculs informatiques et numériquement confirmées par ceux-ci.

## Distinctions
En 1985, Lenstra a reçu le prix Fulkerson pour son article « Integer programming with a fixed number of variables » à propos d'optimisation linéaire en nombres entiers et en 1998, le prix Spinoza de la NWO (en) (Organisation des Pays-Bas pour la recherche scientifique). Il a été conférencier invité à l'ICM de 1986 à Berkeley (Elliptic curves and number theoretic algorithms) et a donné une conférence plénière à l'ECM de 2000 à Barcelone (Flags and lattice base reduction). En 2003, il a été invité par la Société mathématique australienne comme Mahler Lecturer.
En 2007, il recevait une chaire de professeur d'académie de la KNAW (Académie royale néerlandaise des arts et des sciences) qui lui permettait, pendant cinq ans, de se consacrer exclusivement à la recherche et à l'encouragement des jeunes talents. Deux ans plus tard il a été nommé chevalier de l'ordre du Lion néerlandais. Il est membre de la KNAW depuis 1984 et de l'Académie américaine des arts et des sciences depuis 1996.
En 2009, il est lauréat de la conférence Gauss de la DMV (Société mathématique allemande). Il a présidé le comité de programme de l'ICM de 2010 à Hyderabad.
L'Internet Movie Database recense deux films documentaires sur Hendrik Lenstra. Son nombre d'Erdős est 2. Ses trois frères, Arjen Lenstra, Andries Lenstra et Jan Karel Lenstra (directeur du CWI, Centre néerlandais pour les mathématiques et l'informatique) sont eux aussi des mathématiciens connus.

## Étudiants
Parmi ses nombreux étudiants de thèse figurent Daniel Bernstein, Preda Mihăilescu, René Schoof (de), Peter Stevenhagen et William Stein.

## Sélection de publications
- « Euclidean Number Fields », parties 1-3, dans Mathematical Intelligencer, 1980
- « Factoring integers with elliptic curves », dans Annals of Mathematics, vol. 126, 1987, p. 649–673
- avec A. K. Lenstra : « Algorithms in Number Theory », p. 673–716, dans : Jan van Leeuwen (éd.), Handbook of Theoretical Computer Science, Vol. A: Algorithms and Complexity,  Elsevier et MIT Press, 1990  (ISBN 0-444-88071-2),  (ISBN 0-262-22038-5)
- « Algorithms in Algebraic Number Theory », dans Bull. Amer. Math. Soc., vol. 26, 1992, p. 211–244
- « Primality testing algorithms », dans Séminaire Bourbaki, 1981
- avec P. Stevenhagen : « Artin reciprocity and Mersenne Primes », dans Nieuw Archief for Wiskunde, 2000
- avec P. Stevenhagen : « Chebotarev and his density theorem », dans Mathematical Intelligencer, 1992 (en ligne sur sa page personnelle)
- « Profinite Fibonacci Numbers », dans Nieuw Archief voor Wiskunde, 2005